# Oude kathedraal van Kamerijk
De oude kathedraal van Kamerijk of Onze-Lieve-Vrouwekathedraal (Frans: ancienne cathédrale Notre-Dame de Cambrai) in de Noord-Franse stad Cambrai (Nederlands: Kamerijk) was de kathedraal of hoofdkerk van het oude Nederlandse bisdom Kamerijk en later het Franse aartsbisdom Kamerijk. De deels romaanse, deels gotische kerk gold als een van de mooiste van de Nederlanden ("la merveille des Pays-Bas"), maar viel tijdens en na de Franse Revolutie ten prooi aan de slopershamer. Bij de heroprichting van het bisdom in 1804 werd de voormalige abdijkerk van het Heilig Graf de nieuwe kathedraal.

## Geschiedenis

### Stichting eerste kathedraal
De eerste kerk gewijd aan de Maagd Maria op deze plaats zou al uit het begin van de 6e eeuw dateren. In 580 werd de zetel van het bisdom Atrecht naar Kamerijk verplaatst, waarna de bisschopskerk diverse malen herbouwd werd. In 1148 vernietigde een grote brand de voorganger van de onderhavige kerk, die gebouwd was onder de bisschoppen Gerard I en II (tussen 1023 en 1030).

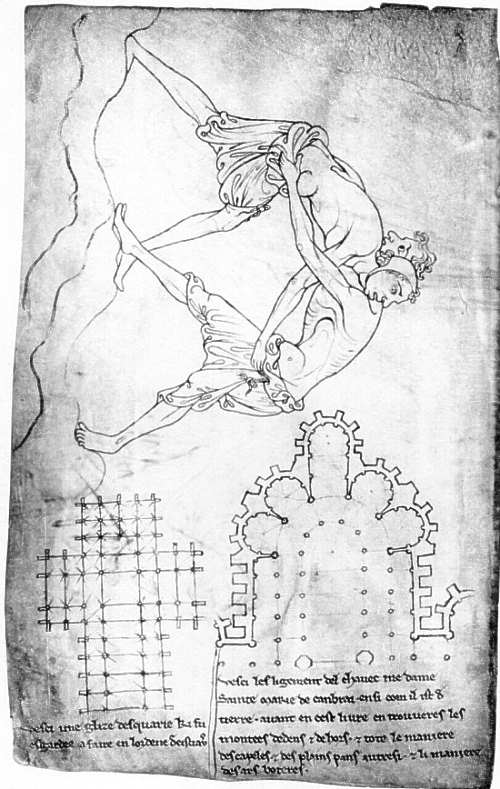
Schets van Villard de Honnecourt (ca. 1230). Rechtsonder de apsis van de kathedraal

### Bouw gotische kathedraal
De bouw van de nieuwe kathedraal begon meteen na de sloop van de resten van de romaanse kathedraal. Gedurende de bouw, die zich over enkele eeuwen uitstrekte, moesten diverse branden en andere tegenslagen worden overwonnen. Het westwerk en de onderbouw van de toren zijn nog grotendeels romaans. Het middenschip van de kerk kan als romanogotisch worden bestempeld; het transept en het priesterkoor (1227-31) stammen uit de bloeitijd van de gotiek. De laatgotische bovenbouw van de toren werd eind 14e eeuw gebouwd. Pas in 1472 werd de kathedraal ingewijd.

### Afbraak
De Franse Revolutie van 1789 betekende de ondergang van de kathedraal. In 1791 werden nog pogingen gedaan om de nieuwe machthebbers gunstig te stemmen door de culte constitutionnel in te voeren. Twee jaar later was de kerk in gebruik als graanopslag. De afbraak van het door velen gehate symbool van de bisschoppelijke macht kwam pas later, vanaf 1796, toen een koopman het gehele complex van kathedraal en bisschoppelijk paleis verwierf en de stenen als bouwmateriaal begon te verkopen. Terwijl plannen gesmeed werden om het resterende bouwwerk te conserveren, stortte in 1809 de beroemde toren in. In de jaren daarna werd het gebouw geheel gesloopt.

## Bouwkundige beschrijving
De kathedraal en het daaraan vast gebouwde bisschoppelijk paleis waren dominant aanwezig in het centrum van Kamerijk. De kathedraal was 131 m lang, 72 m breed en had een 110 m hoge toren. De onderbouw van de toren ging over in een romaans westwerk, dat vrij uniek is voor deze streken. De hoge torenspits in flamboyante stijl met decoratief ajour-maaswerk sprak tot de verbeelding en werd het kenmerk van de stad. Op de kruising van het midden- en dwarsschip bevond zich een lagere, romaanse vieringstoren. Bijzonder was ook het hoge koor met kooromgang en daaromheen vijf straalkapellen. Soortgelijke omgangen bevonden ook zich aan beide uiteinden van de transepten.
De architectuur van de kathedraal van Kamerijk was een voorbeeld voor andere kerken. Zo zouden de polygonale transeptafsluitingen van de Elisabethkerk in Marburg teruggrijpen op deze kerk, een stelling die ondersteund wordt door het historische feit dat de vroeg-13e-eeuwse koorbouw in Kamerijk ondersteund werd door een schenking van de heilige Elisabeth.

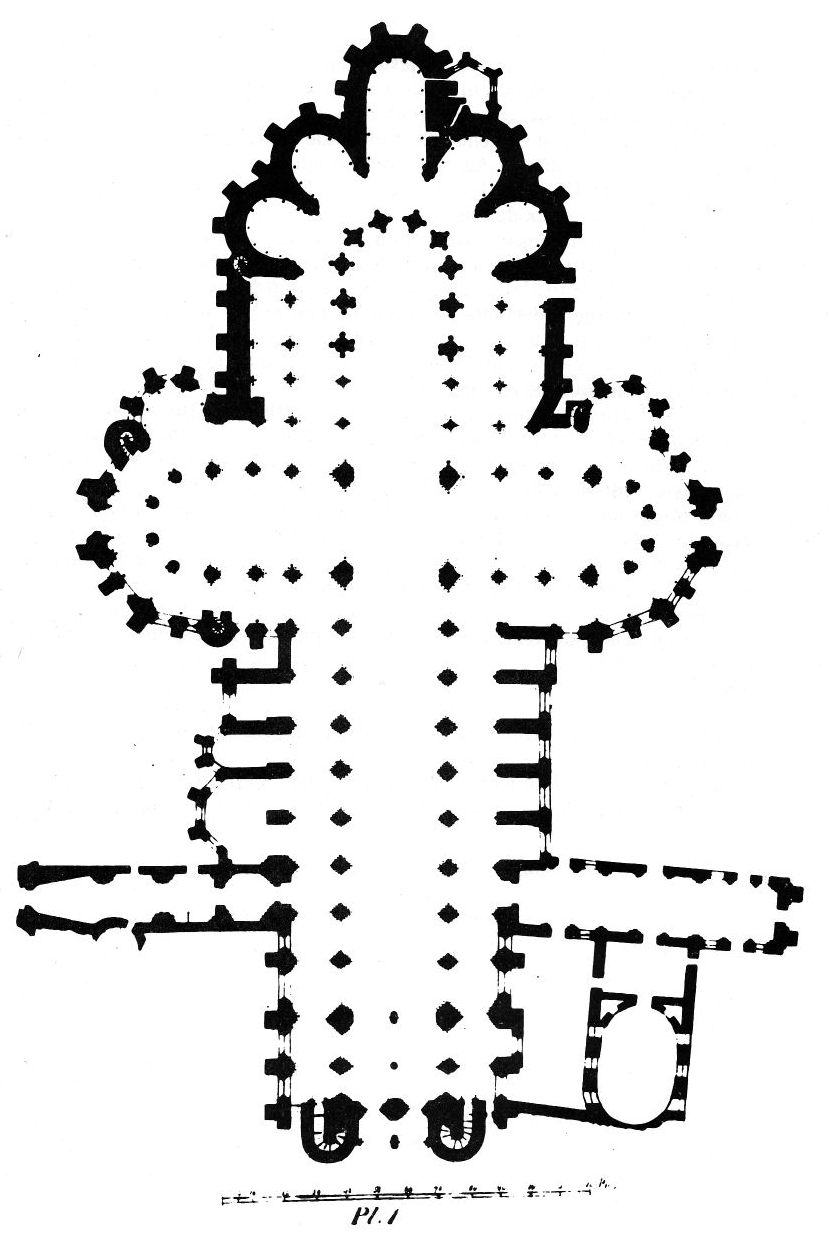
Grondplan van de kerk
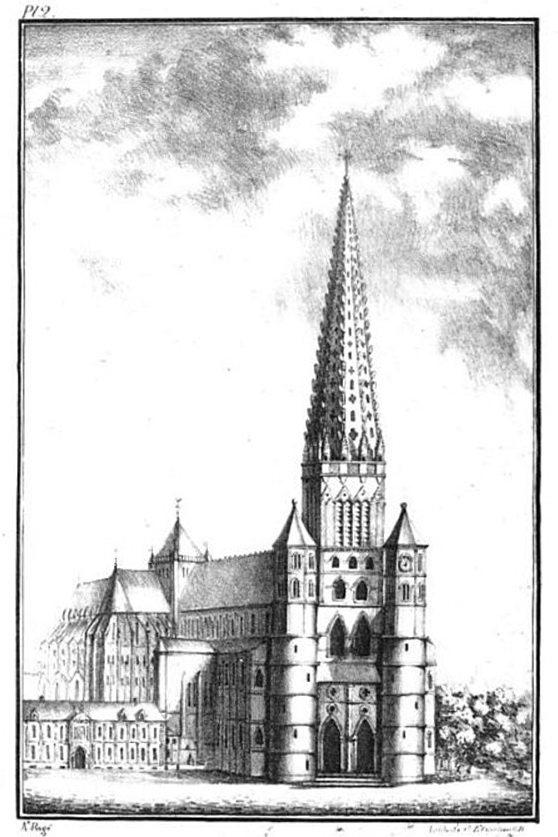
Toren (19e-eeuwse prent)
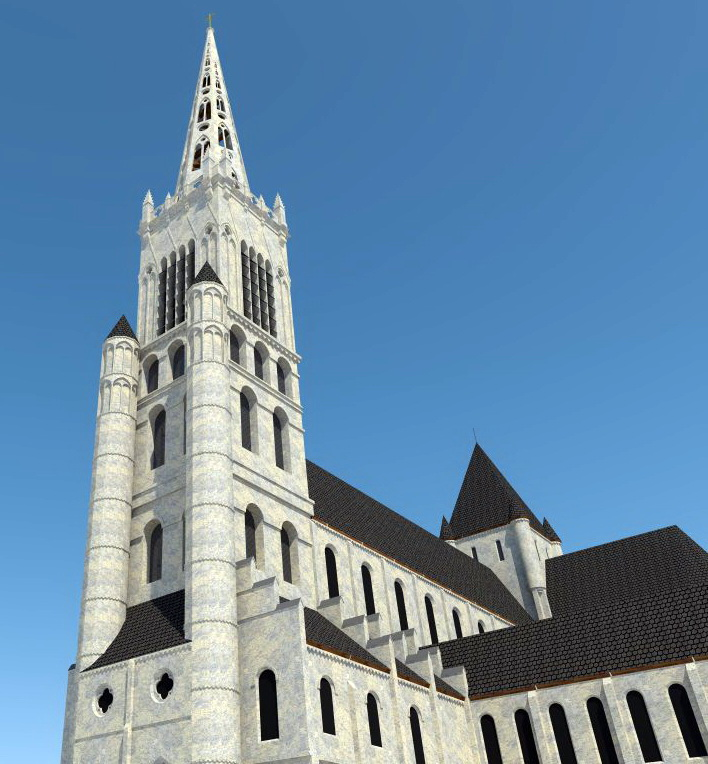
Westwerk en toren (3D-model)
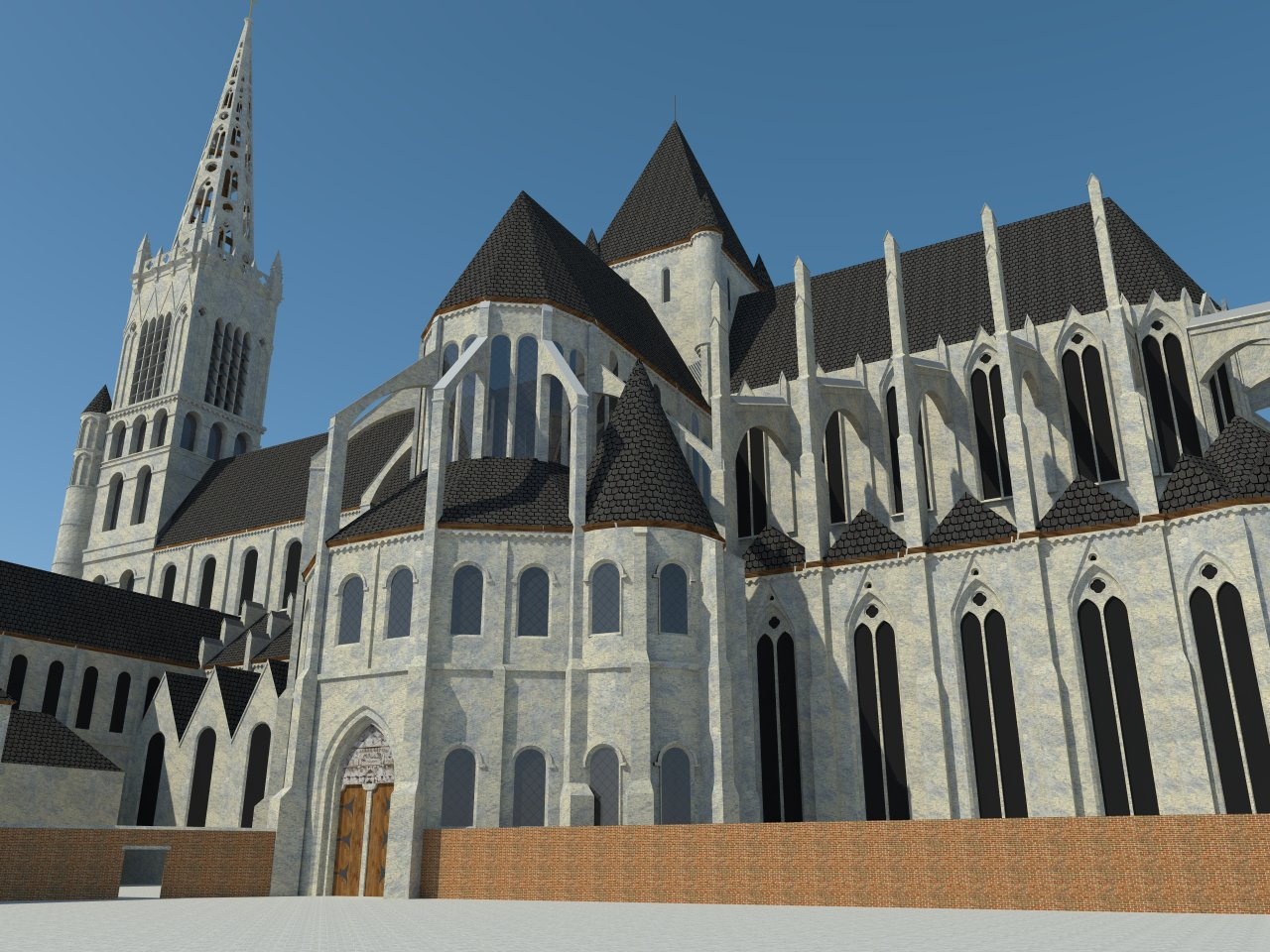
Zuidzijde (3D-model)

## Betekenis van de kathedraal

### Bisschopskerk
Als bisschopskerk was de kathedraal de hoofdkerk van het bisdom, vanaf 1559 van het aartsbisdom Kamerijk. Ook was de kathedraal de grafkerk van de meeste bisschoppen. Zo werd in 1439 bisschop Jan van Gavere in de kathedraal bijgezet, naast zijn broers Hendrik en Philip die beiden in de Slag bij Azincourt waren gesneuveld. De meeste grafmonumenten werden samen met de kerk gesloopt. Voor de verlichte 18e-eeuwse aartsbisschop François Fénelon maakte de beeldhouwer David d'Angers in 1826 een nieuw grafmonument, dat in de nieuwe kathedraal geplaatst werd.
In 1385 vond in de kathedraal het zogenaamde dubbelhuwelijk van Kamerijk plaats van Jan zonder Vrees en zijn zuster Margaretha van Bourgondië met respectievelijk Margaretha van Beieren en haar broer, de latere Willem VI van Holland. De acht dagen durende bruiloft met 20.000 gasten bezegelde het verbond tussen de vorstenhuizen van Bourgondië en Beieren.

### Kapittelkerk
Aan de kerk was een machtig kapittel verbonden, dat uit zijn midden de nieuwe bisschop aanwees. Het kapittel had in de loop der eeuwen grote rijkdom weten te vergaren. Niet alleen was de bisschop van Kamerijk tot de 16e eeuw prins-bisschop van een wereldlijk gebied, Kamerijk en het Kamerijkse; grote delen van dit gebied waren bovendien eigendom van het domkapittel. Na de bisschop was de proost van het kapittel het belangrijkste ambt in het bisdom, daarna kwamen de vier aartsdiakens, dan de deken en vervolgens de cantor, de scholaster en de andere leden van het kapittel, 48 in totaal.

### Koorleiders en kapelmeesters
De kathedraal van Kamerijk was in de 15e en 16e eeuw een centrum voor muziek. Diverse musici en componisten uit de Franco-Vlaamse School waren korte of lange tijd verbonden aan het domkapittel, onder anderen Guillaume Dufay, Josquin des Prez (als koorknaap), Johannes Lupi, Johannes Tinctoris, Nicolas Grenon, Jacobus de Kerle, Jacob Obrecht, Loyset Compère, Robert de Févin, Laurent de Vos, Philippus de Monte en Jean de Bonmarché.

### Bedevaartkerk
Sinds 1450 was de kathedraal in het bezit van de Byzantijnse icoon Onze-Lieve-Vrouw van Genade, een zogenaamde Eleousa. Deze beroemde icoon genoot grote verering en trok grote groepen pelgrims naar Cambrai. De icoon bevindt zich tegenwoordig in de nieuwe kathedraal Onze-Lieve-Vrouw van Genade, op een altaar dat geïnspireerd is op de westbouw van de oude kathedraal.

### Erfgoed
Hoewel van het gebouw zelf niets resteert, zijn diverse kunstwerken uit de oude kathedraal bewaard gebleven, zowel in de nieuwe kathedraal, in het Musée de Cambrai en elders.

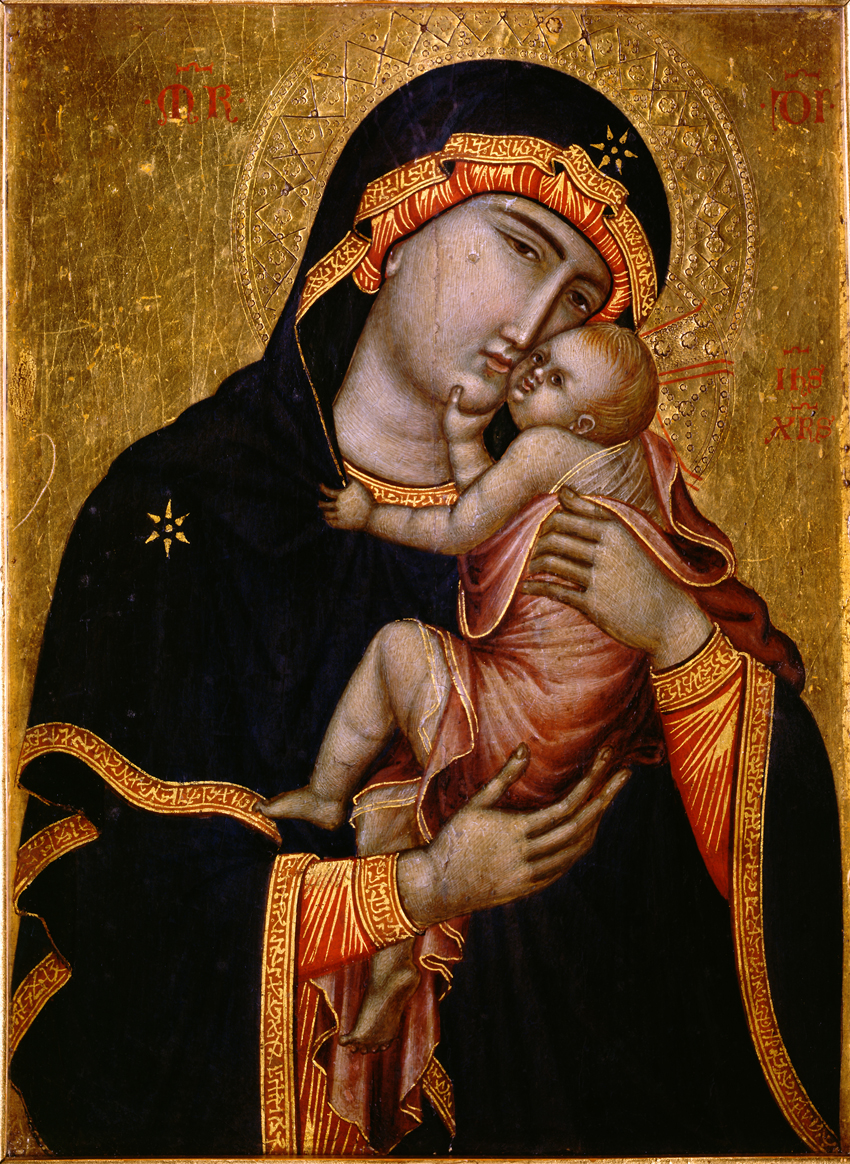
Notre-Dame de Grâce
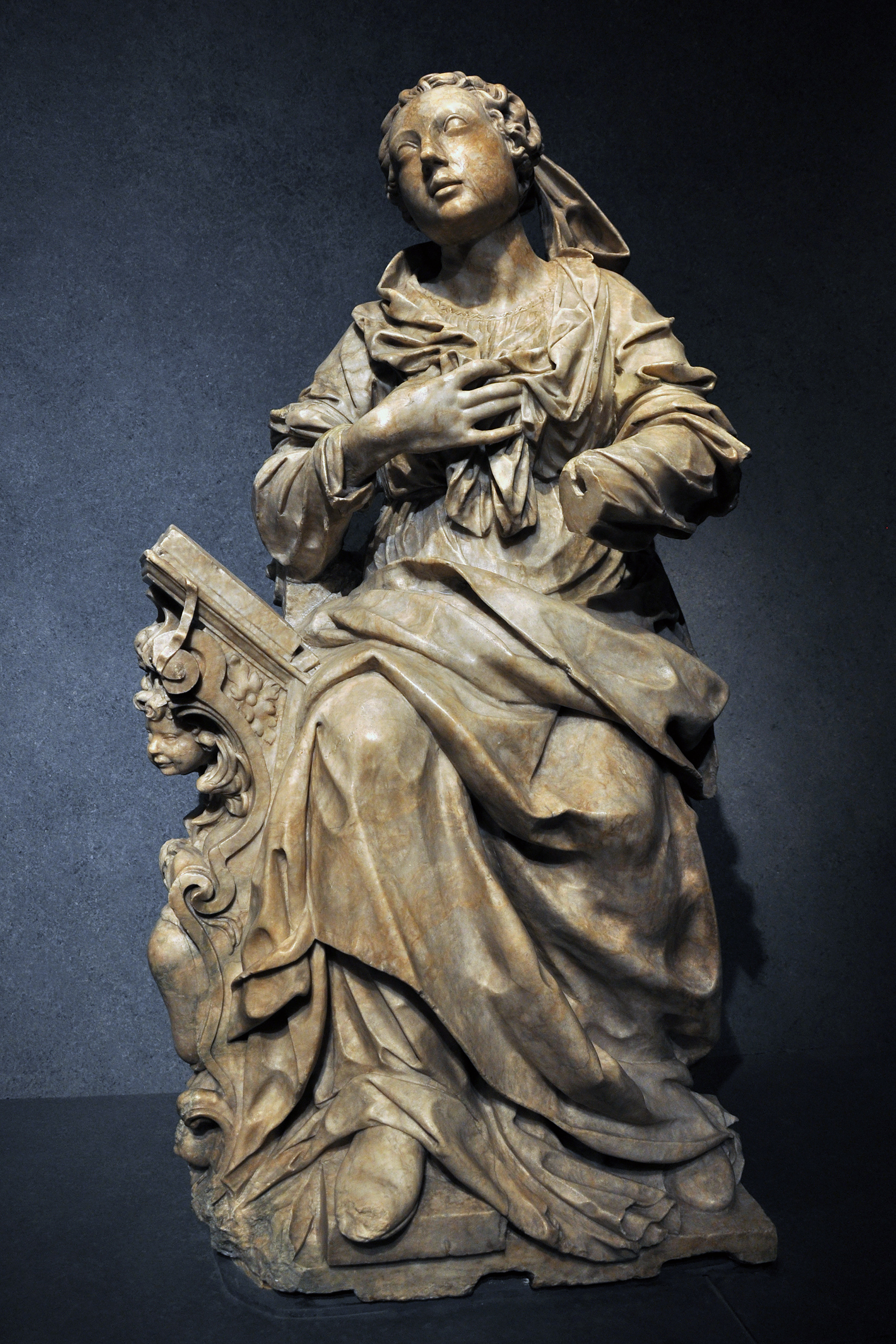
St-Caecilia, ca. 1600
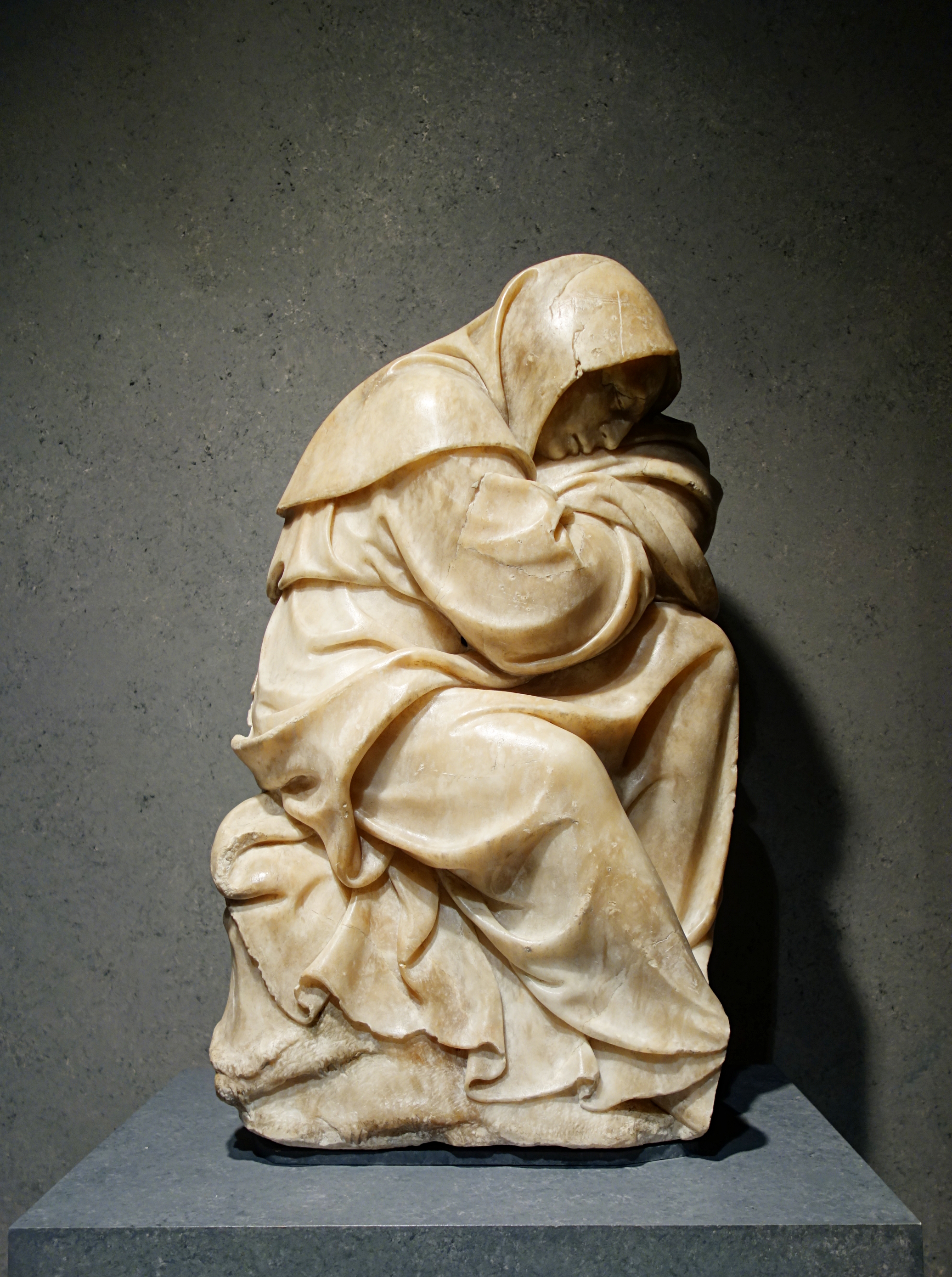
Pleurant, 17e eeuw?
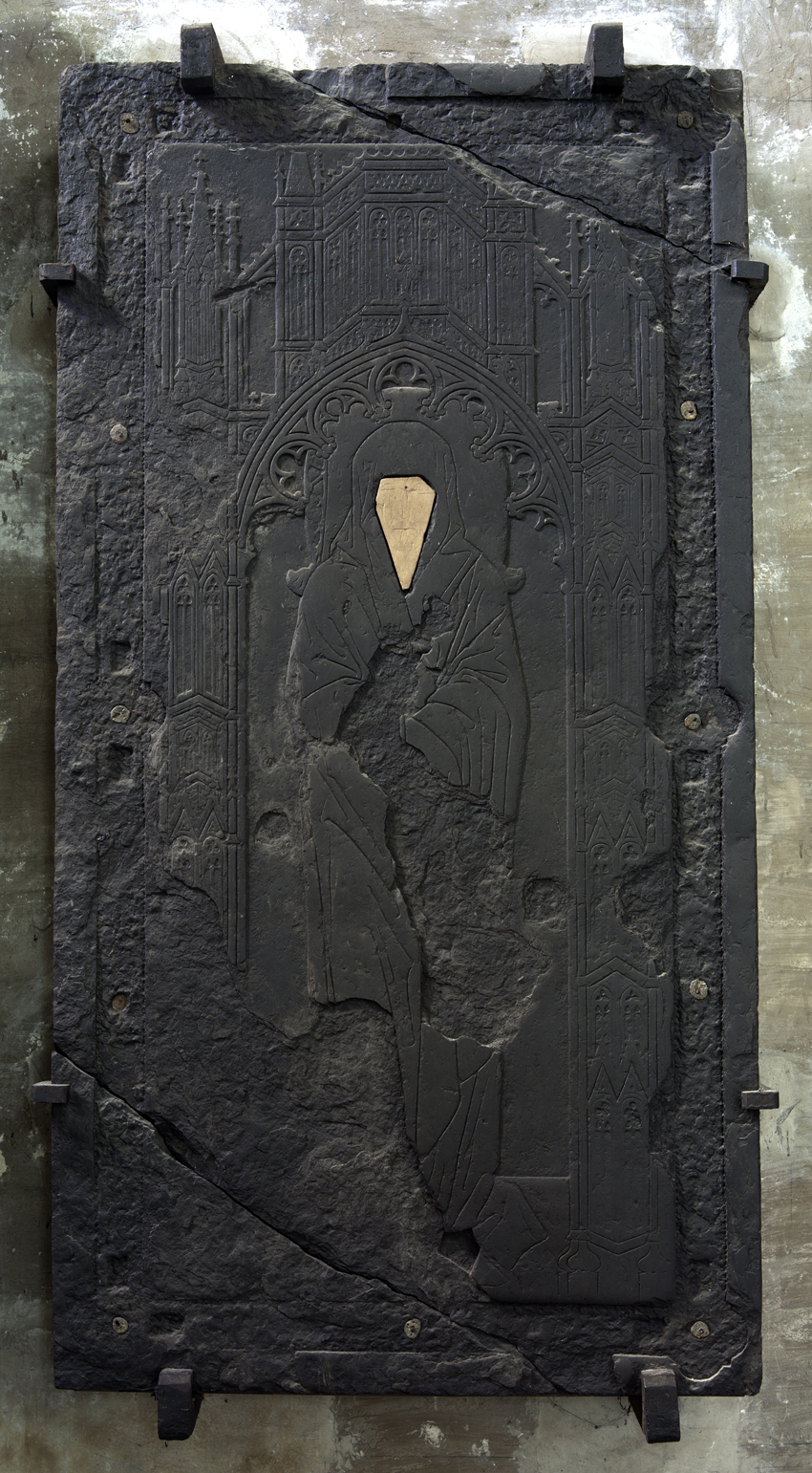
Oude grafsteen